# Circondario di Niono
Il circondario di Niono è un circondario del Mali facente parte della regione di Ségou. Il capoluogo è Niono.

## Geografia antropica

### Suddivisioni amministrative
Il circondario di Niono è suddiviso in 12 comuni:
- Diabaly
- Dogofry
- Kala-Siguida
- Mariko
- Nampalari
- Niono
- Pogo
- Siribala
- Sirifila-Boundy
- Sokolo
- Toridaga-Ko
- Yeredon Saniona